# Hervormde kerk (Lexmond)
De hervormde kerk van het Utrechtse dorp Lexmond is een eenbeukige gotische kruiskerk. De toren dateert uit de eerste helft van de 14de eeuw, schip en koor uit de tweede helft van de 14de eeuw en de dwarspanden uit de 15de eeuw. De kerk is overwelfd met houten tongewelven. De kerk is opgetrokken uit rode baksteen, met tufsteen op de hoeken van de toren. De toren telt vier geledingen en kreeg in 1874 een balustrade.
Het interieur bevat een orgel van J.S. Strumphler uit 1791, dat sindsdien grote wijzigingen heeft ondergaan. Tevens bevinden zich in de kerk het wapenbord van het schuttersgilde (1692) en een rouwbord van Reinoud van Brederode. In de kerk zijn grafzerken te vinden uit de 17e en 18e eeuw.
De kerk werd tussen 1954 en 1958 gerestaureerd. Bij die gelegenheid werd het orgel verplaatst naar de torenwand en keerde de triomfboog naar de scheiding van schip en koor terug. Ook kwam er in het koor een muurschildering aan het licht.
De kerk wordt gebruikt door de Hervormde Gemeente Lexmond, die deel uitmaakt van de PKN.